# Claude Delangle (musicien)
Pour les articles homonymes, voir Claude Delangle et Delangle.
Pour l'homme politique, voir Claude-Alphonse Delangle.
Claude Delangle (4 juin 1957 à Lyon) est un prêtre orthodoxe et saxophoniste français.
Il est notamment professeur de saxophone au Conservatoire national supérieur de musique et de danse de Paris.

## Biographie
Fils de Georges Delangle, charcutier et meilleur ouvrier de France, il épouse en 1979 la pianiste Odile Catelin. Leurs quatre enfants — Cécile, Blandine, Rémi et Geneviève — deviennent également musiciens,.
Il entame sa carrière en formant un duo avec sa femme, qui devient de son côté professeur de piano à l’Ecole Normale de Musique de Paris.
En perpétuelle recherche, il développe un style épuré quasi senza vibrato c'est-à-dire sans vibrato. Membre avec Jean-Paul Fouchécourt, Jacques Baguet et Bruno Totaro du Quatuor Adolphe Sax dans les années 1980, qui grava sur disque le quatuor pour saxophone de Florent Schmitt. Il est aussi vice-président de l'A.SAX (Association des Saxophonistes).
Il a enregistré une grande partie du répertoire du saxophone pour le label Bis.
En 1988, il collabore avec Astor Piazzolla pour la transcription des Tango-Études pour saxophone alto.
En 1989, il crée avec Serge Bichon (Professeur au Conservatoire National de Région de Lyon) et Yves Rambaud (Professeur à l’Ecole Nationale de Musique de Gap), ainsi qu'avec le soutien financier de la ville de Gap, l'Université Européenne de Saxophone (UES), qui depuis permet à des élèves avancés en saxophones de s'améliorer et de rencontrer des professionnels du saxophone durant 12 jours.
En 2007, il crée la composition de Marco Stroppa, ...of silence.

### Orthodoxie
Avec son épouse, il entre en 1984 dans l'Église catholique orthodoxe de France,  à la paroisse Saint-Germain-et-Saint-Cloud de Louveciennes, qui rejoint le patriarcat de Roumanie en 1993. Il est ordonné diacre en 2005, puis prêtre en 2021.

## Ouvrage
- Avec Lucie Kayas, Les Voies du saxophone, Paris, Conservatoire, 2023  (ISBN 978-2-4910-7106-6).

## Décorations
Chevalier de l'ordre des Arts et des Lettres, nommé en 2017